# T-Mobile Park
O T-Mobile Park (anteriormente conhecido como Safeco Field) é um estádio localizado em Seattle, Washington, Estados Unidos. É a casa do time de baseball da MLB Seattle Mariners.
Começou a ser construído em Março de 1997 e foi inaugurado em 15 de julho de 1999 (Mariners contra o San Diego Padres), visando substituir o velho Kingdome. Está localizado proximo do Lumen Field, estádio do time de futebol americano Seattle Seahawks, da NFL.
O custo da construção foi de US$ 517,6 milhões e tem capacidade para 47.929 torcedores. Conta também com um teto retrátil em forma de guarda-chuva, único na MLB.
O estádio também recebeu o maior Pay-Per-View da WWE, a WrestleMania XIX, em 2003.